# Sony Xperia Tablet Z
L'Xperia Tablet Z è un tablet touch screen Android progettato e prodotto da Sony ed è stato annunciato per la prima volta in Giappone nel gennaio 2013. È stato poi annunciato a livello mondiale al Mobile World Congress a Barcellona il 25 febbraio 2013. È uno dei tablet da 10.1 pollici più leggero e più sottile del mondo con un peso di 495 grammi e con solo 6.9 mm di spessore. Il Tablet Z è il successore dell'Xperia Tablet S con un processore più veloce, una migliore fotocamera frontale, uno schermo ad alta definizione, e un grado di protezione IP55 e IP57, per la protezione da polvere, getti d'acqua, e impermeabilà fino a un metro d'acqua per un massimo di trenta minuti. È stato commercializzato nel maggio 2013. Il dispositivo viene venduto a 500$ per la versione Wi-Fi da 16GB e a 600$ per la versione Wi-Fi da 32GB.

## Hardware
Il display capacitivo touchscreen misura 10.1 pollici con una risoluzione WUXGA di 1920 x 1200 e una densità di 224 dpi.  Include la tecnologia Sony's Mobile Bravia Engine 2 che viene usata nelle televisioni Sony's Bravia. Il tablet dispone di un processore Qualcomm Snapdragon S4 Pro quad-core Krait con clock a 1.5 GHz, GPU Adreno 320, 2 GB di RAM, e 16 o 32 GB di memoria interna. Il tablet dispone inoltre di uno slot esterno per micro SD card che permette di espandere la memoria interna fino a 64 GB. La fotocamera posteriore del tablet è da 8 megapixel con il sensore Exmor R capace di registrare video full HD mentre la fotocamera frontale è da 2 megapixel capace di registrare video 720p. L'Xperia Tablet Z dispone dell'NFC (Near Field Communication) che può essere utilizzato con Xperia SmartTags ed accessori NFC come altoparlanti o per le transazioni finanziarie di basso valore, o con delle applicazioni scaricabili tramite Google Play. Il tablet viene inoltre fornito con una porta infrarossi che con l'aiuto dell'app TV SideView può essere utilizzata come controllo remoto. Il tablet è resistente all'acqua e può rimanere immerso ad un metro di profondità per 30 minuti.

## Software
Il tablet è stato commercializzato con la Sony UI e Android 4.1. Ha ricevuto Android 4.4.4 KitKat nel giugno 2014. Xperia Tablet Z è anche PlayStation Certified che permette agli utenti l'accesso a Sony PlayStation Suite.
Nel maggio 2015, il Sony Xperia Tablet Z ha ricevuto Android 5.0 Lollipop ed è in lavorazione l'aggiornamento ufficiale ad Android 5.1.1 nel frattempo può essere aggiornato attraverso custom rom CyanogenMod, pacman, crdroid e molte altre.

## Varianti
Il dispositivo sarà venduto nelle versioni Wi-Fi e 4G LTE. La disponibilità della versione 4G LTE varia a seconda del paese.

## Critica
L'Xperia Tablet Z ha ricevuto una valutazione dalla critica molto positiva. Il dispositivo è stato elogiato per il suo design, prestazioni e peso ridotto, mentre è stato criticato per il suo prezzo un po' alto. PCMag ha elogiato il dispositivo, dicendo che "Il Sony Xperia Tablet Z è tra i migliori tablet Android disponibili, combinando un incredibilmente design sottile e leggero con prestazioni di alto livello."
Sony Xperia Tablet Z ha vinto il premio EISA European Tablet of the Year (2013-2014), dicendo che è "la scelta perfetta per chi cerca una combinazione di stile unico e tecnologico".
Xperia Tablet Z è anche al 4º posto nella top 10 dei migliori tablet del 2013 di TechRadar.

## Successore
Il successore dell'Xperia Tablet Z è stato annunciato da Sony il 24 febbraio 2014, con l'inaugurazione del Sony Xperia Tablet Z2. Il tablet è stato commercializzato nel marzo 2014 nel Regno Unito e a luglio 2014 negli Stati Uniti..